# Betty Stockfeld
Betty Stockfeld (1905–1966) foi uma atriz de cinema australiana.  Ela atuou principalmente em filmes britânicos e franceses.

## Filmografia selecionada
- Captivation (1931)
- 77 Park Lane (1931)
- The Impassive Footman (1932)
- Anne One Hundred (1933)
- Under Proof (1936)
- Who's Your Lady Friend? (1937)
- The Girl Who Couldn't Quite (1950)
- The Lovers of Lisbon (1955)